# Roland Michener
Roland Michener (ur. 19 kwietnia 1900 w Lacombe w obecnej prowincji Alberta, zm. 6 sierpnia 1991 w Toronto) – kanadyjski polityk i dyplomata, w latach 1957–1962 spiker kanadyjskiej Izby Gmin, a od 1967 do 1974 gubernator generalny Kanady.
Ukończył prawo w Oksfordzie, po czym otworzył praktykę adwokacką w Toronto. W 1943 bezskutecznie próbował dostać się do legislatywy prowincji Ontario. Dwa lata później uzyskał tam mandat, zaś w 1949 bez powodzenia kandydował do Izby Gmin, stanowiącej w kanadzie izbę niższą parlamentu federalnego. W 1953 został w końcu wybrany z ramienia Progresywno-Konserwatywnej Partii Kanady. Po reelekcji w 1957, kierownictwo partii zaproponowało mu objęcie funkcji spikera Izby, którą pełnił przez 5 lat. Przed wyborami w 1962 grupa wpływowych profesorów zaproponowała, aby wzorem spikera brytyjskiej Izby Gmin, jego kanadyjski odpowiednik miał podczas wyborów specjalne prawa – kandydował był jako bezpartyjny, jednak żadna z głównych partii nie wystawiłaby w jego okręgu kontrkandydata. Michener postanowił spróbować kandydowania na takich właśnie zasadach, ale opozycja zdecydowała się ostatecznie na swojego kandydata, który zwyciężył, a dotychczasowy spiker znalazł się poza parlamentem. 
W 1963 przeszedł z polityki do dyplomacji – został wysokim komisarzem w Indiach i jednocześnie pierwszym w historii kanadyjskim ambasadorem w Nepalu. Cztery lata później objął formalnie najwyższe stanowisko w państwie – gubernatora generalnego. Początek jego kadencji przypadł na czas obchodów stulecia Konfederacji Kanadyjskiej. W 1971 jako pierwszy w historii gubernator generalny udał się z oficjalną wizytą do innego państwa (był to Trynidad i Tobago). Z kolei w 1973 zainicjował regularne spotkania gubernatora generalnego z gubernatorami poszczególnych prowincji. 
Po zakończeniu swojej kadencji, Michener wrócił do Toronto i jak wielu emerytowanych dygnitarzy, był zapraszany do rad nadzorczych licznych firm. W połowie lat 80. skupił się na opiece na swoją cierpiącą na chorobę Alzheimera żoną. Zmarł w 1991. Oboje państwo Michener zostali pochowani w anglikańskim kościele znajdującym się dokładnie naprzeciwko siedziby gubernatorów generalnych w Ottawie.